# Camp Randall Stadium
O Camp Randall Stadium é um estádio localizado em Madison, Wisconsin, Estados Unidos, possui capacidade total para 80.321 pessoas, é a casa do time de futebol americano universitário Wisconsin Badgers football da Universidade do Wisconsin. O estádio foi inaugurado em 1917, apesar de jogos serem realizados no local desde 1895.